# Кешбек
Ке́шбе́к (від англ. cashback або амер. cash back — повернення готівки) — миттєве або відтерміноване повернення Організатором Програми кешбеку частини коштів покупцю (у грошовій або негрошовій формі), витрачених на оплату товарів або послуг, з метою підвищення обсягів продажів. Використовується у банківських картках, інтернет-торгівлі, гральному бізнесі та ін. У сучасному фінансовому глосарію застосовується також термін манібек. Серед українських відповідників слова «кешбек» як найвдаліший відзначають «коштоверт».
Кешбек з дебетових карток доступний через поширені платіжні мережі, такі як VISA, Mastercard та American Express. Забезпечуючи вихід для готівки, яку отримує магазин, це зменшує потребу магазину здавати надлишок готівки в банк після закінчення робочого дня. Багато клієнтів вважають це корисним способом отримання готівки, оскільки він дозволяє уникнути необхідності користуватися банкоматом, що може спричинити додаткові витрати.

## Сутність
Принцип роботи — після оплати товарів або послуг визначеним в Умовах нарахування кешбеку способом покупець отримує право на виплату, що нараховується миттєво, або в інші зазначені в Умовах строки. Оскільки джерелом кешбеку виступає сам покупець, то обов'язковою умовою підтвердження кешбеку є завершеність і безповоротність операції купівлі, тобто відсутнє повернення початкової оплати через відмову покупця від товарів/послуг. Гарантія завершеності покупки і є основною причиною відтермінування нарахування кешбеку окрім випадків, коли Умовами передбачені перерахунки майбутніх нарахувань за минулі періоди. Грошова форма отримання кешбеку вважається доходом, а отже у випадках ідентифікованості покупця Організатором Програми останній стає податковим агентом і вираховує з кешбеку оподаткування у розмірі 19,5 % для фізичних осіб.
Економічне обґрунтування кешбеку полягає в зацікавленості Організаторів (як посередників, так і кінцевих надавачів товарів послуг) в підвищенні обсягів продажів. Банки отримують дохід від використання емітованих карток в безготівкових розрахунках (Клієнт — Продавець — Платіжна Система — Банк — Клієнт); Інтернет-майданчики — від обсягів продаж інтернет-магазинів, на які перші містять реферальні посилання (Клієнт — Продавець — Посередник — Клієнт); кінцеві надавачі товарів/послуг — від збільшення обсягів своїх продаж (Клієнт — Продавець — Клієнт).

## Походження терміна
Термін «кешбек» був вперше застосований у США в 1970-х роках у сфері використання кредитних карток. Зазвичай, він тоді становив 1-2 % і виплачувався раз на рік наприкінці кожного грудня. Сьогодні кешбек переважно використовується у програмах персональної фінансової лояльності, а також у інтернет-торгівлі (у цьому випадку виплатами кешбеку займаються компанії-посередники, які скеровують покупців на сайти продавців і діляться частиною своєї комісійної винагороди з покупцями).
В Україні кешбек сплачують банки: ПроКредит Банк (0,5 %), OTP Bank, Monobank та інші банки. В Україні на сьогоднішній день діють такі сервіси:
- klubskidok.com.ua
- payback.ua
- LetyShops
- smarty.sale
- switips.com[4]

#### іншомовні
- [Архівовано 15 Вересня 2012 у WebCite] (англ.)
- [Архівовано 28 Вересня 2018 у Wayback Machine.] (англ.)
- [Архівовано 22 Червня 2012 у Wayback Machine.] (англ.)